# إيتشيرو سوغيورا
إيتشيرو سوغيورا (باليابانية: 杉浦 一郎) (مواليد 14 يوليو 1974)، هو لاعب كرة قدم سابق كان يلعب كمهاجم.